# Pośrednia (Góry Krucze)
Pośrednia (niem. Mittelberg) – szczyt 789 m n.p.m. położony w południowej części Gór Kruczych.

## Położenie
Pośrednia wznosi się w ramieniu odchodzącym ku północnemu wschodowi od Końskiej, od której oddziela ją przełęcz 749 m n.p.m. Na północ od Pośredniej znajduje się przełęcz 749 m n.p.m., nosząca niemiecką nazwę Sedan-Kurve, która oddziela ja od Gołoty. We wzniesienie wciskają się dolinki, m.in. Przedni Dół.

## Budowa Geologiczna
Cała Pośrednia zbudowana jest z permskich porfirów (trachitów).

## Roślinność
Zbocza wzniesienia porastają lasy świerkowe regla dolnego, miejscami z domieszką buka.